# Dollar Bill
Dollar Bill är en hiphopgrupp från stadsdelen Rosengård i Malmö. Gruppen släppte ursprungligen sina låtar via sin MySpace-sida och på mixtapes. På debutalbumet ”Återfödelsen” samarbetade gruppen med artister som Lilleman, Gonza Blatteskånska, Afasi, Organism 12, Masse, Keione, AFC, Timbuktu, Chords, Hoosam från Highwon, Avastyle och Rock-a-spot. Gruppen har uppträtt i Nyhetsmorgon, på Malmöfestivalen och uppmärksammats i mångra andra offentliga medier före skivdebuten. Dokumentären ”Blod, svett och hiphop” handlar om gruppen.